# 切爾伯爾鄉
45°47′N 22°43′E / 45.783°N 22.717°E
切爾伯爾鄉（羅馬尼亞語：Comuna Cerbăl, Hunedoara），是羅馬尼亞的鄉份，位於該國西部，由胡內多阿拉縣負責管轄，面積129平方公里，海拔高度827米，2007年人口557，人口密度每平方公里4人。